# Ненасиље
Ненасиље је морална филозофија која проповеда одбацивање насиља као средства за постизање личних, друштвених и политичких циљева. Основна премиса филозофије ненасиља је да насиље рађа насиље, и да се једино доследним спровођењем ненасиља излази из тог круга. 
Од средине 20. века израз се користи за читав низ техника у борби за друштвене промене које не укључују насиље, као и за политичке и филозофске аргументе за употребу тих техника. Ненасиље као приступ јавним кампањама за политичке и социјалне промене ставља нагласак на мирне протесте и демонстрације. Појам обухвата и залагање за решење сукоба мирним, ненасилним путем. Популарно се назива „Гандизам“ и инспирисало је многобројне мировне покрете широм света.

## Појам ненасиља
Ненасиље (ахимса) у гандијевском смислу је доследно спроведен став да се ни по коју цену не угрози живот у било ком облику, нити човека нити других субића. Махатма Ганди појам ахимсе преузима из старије ђаинистичке филозофије, а његово поимање ненасиља делом је надахнуто и хришћанским анархизмом Лава Толстоја, односно идејама о непружању насилног отпора насилнику, инспирисаним Исусовом Беседом на гори. Ненасиље је, као што каже Ганди, старо колико и планине.
Као средство друштвених промена, ненасиље се најчешће веже уз борбу за независност Индије коју је водио Ганди, као и борбу за грађанска права америчких црнаца коју је водио Мартин Лутер Кинг.

## Избор ненасиља
Већина људи најчешће увиђа само два избора: пасивно прихватање неправди или припремање за насилну одбрану права. Ненасиље је алтернатива потчињавању неправдама или насилном одговору на њих. Ненасиље представља одбрану својих права, моралном снагом и достојанством, а не физичком снагом. 
Насупрот увреженом мишљењу да ненасиље подразумева слабост и пасивност, Ганди је непрестано наглашавао да ненасиље није за кукавице. Учествовање у ненасилним акцијама захтева храброст којој није потребно оружје или штит – то је храброст да се достојанствено и без страха пркоси неправди и упорно бори за истину. Ненасиље подразумева решеност да се суочи са болом и непријатним ситуацијама, а да не нанесе штету другима. 